# 리앤 밸러밴
리앤 밸러밴(영어: Liane Balaban, 1980년 6월 24일~)은 캐나다의 배우이다.

## 출연 작품
- 우먼 인 카 (2021)
- 공원에서 명상을 (2017)
- 더 피플 가든 (2016)
- 그랜드 시덕션 (2013)
- 파인딩 조이 (2013)
- 매니악 : 슬픈 살인의 기록 (2012)
- 더 퓨처 이즈 나우! (2011)
- 업 인 커티지 컨츄리 (2011)
- 낫 신스 유 (2009)
- 새집증후군 (2009)
- 더 트로츠키 (2009)
- 유 마이트 애즈 웰 리브 (2009)
- 하비의 마지막 로맨스 (2008)
- 원위크 (2008)
- 더 카나디안 쉴드 (2007)
- 나의 특별한 사랑 이야기 (2007)
- 이터널 (2004)
- 해피 히어 앤 나우 (2002)
- 세계 여행자 (2001)
- 추수가 끝난 후에 (2001)
- 뉴 워터포드 걸 (1999)